# 9019 Eucommia
9019 Eucommia eller 1987 QF3 är en asteroid i huvudbältet som upptäcktes den 28 augusti 1987 av den belgiske astronomen Eric W. Elst vid La Silla-observatoriet. Den är uppkallad efter växten Guttaperkaträd.
Asteroiden har en diameter på ungefär 5 kilometer.